# Casco Viejo (Bilbao)
El Casco Viejo o Las Siete Calles (del euskera: Zazpikaleak) es el barrio más antiguo y el núcleo originario de la villa de Bilbao (Vizcaya, España). Forma parte del distrito de Ibaiondo (distrito 5).
En él se encuentra la Catedral de Santiago y las iglesias de San Antón, San Nicolás y Santos Juanes.

## Las Siete Calles

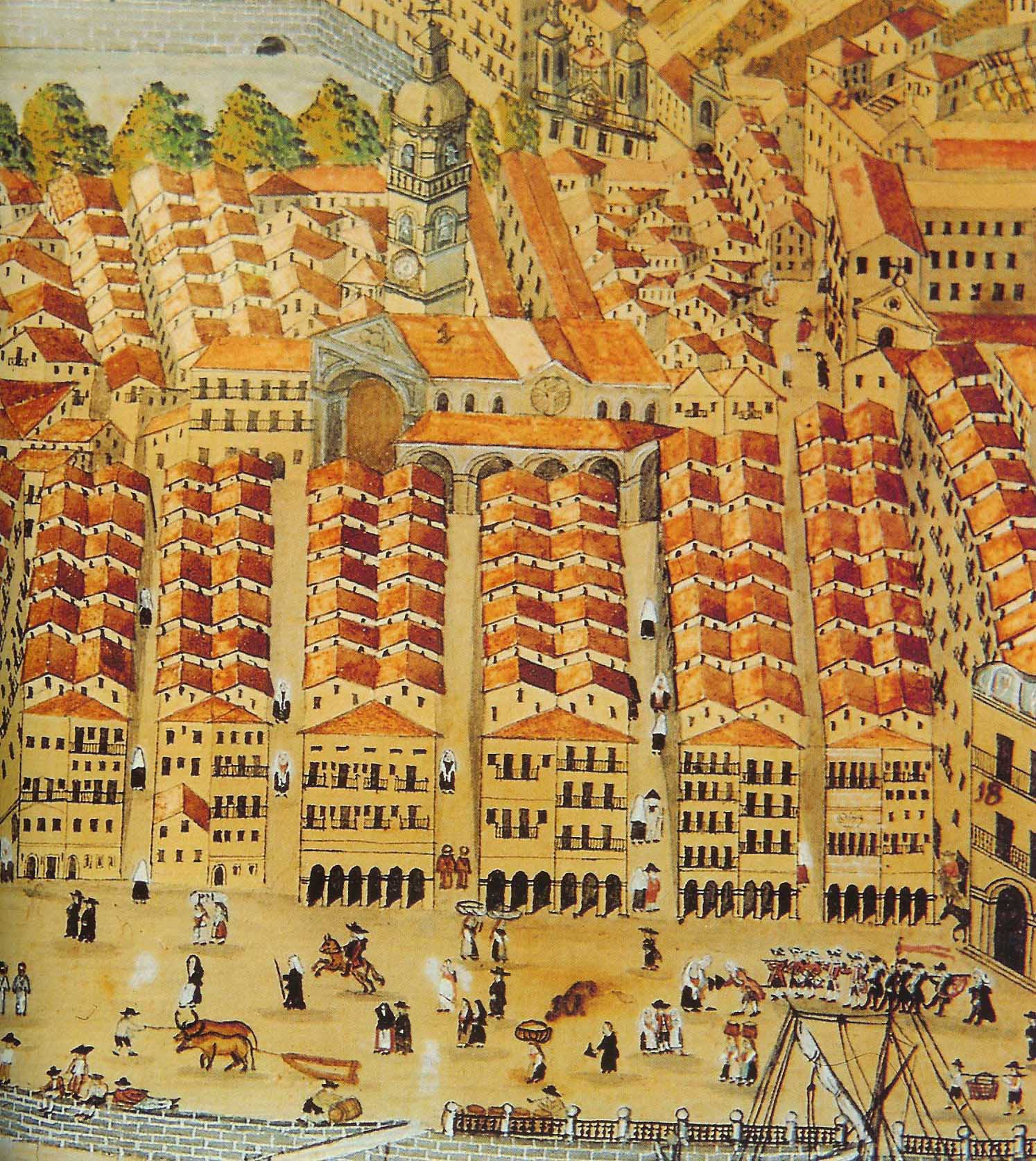
El Casco Viejo en el

Las siete calles que históricamente formaron el Casco Viejo son:
- Somera
- Artecalle
- Tendería
- Belosticalle
- Carnicería Vieja
- Barrencalle
- Barrenkale Barrena

## Comunicaciones
El Casco Viejo de Bilbao está comunicado por la Estación de Zazpikaleak/Casco Viejo del Metro de Bilbao y EuskoTren, así como por las paradas de Arriaga, Ribera y Atxuri del tranvía de Bilbao, además de las numerosas líneas de Bilbobus.